# Institut d'études stratégiques
 (mai 2024).
La mise en forme du texte ne suit pas les recommandations de Wikipédia : il faut le « wikifier ».
Les points d'amélioration suivants sont les cas les plus fréquents :
- Les titres sont pré-formatés par le logiciel. Ils ne sont ni en capitales, ni en gras.
- Le texte ne doit pas être écrit en capitales (les noms de famille non plus), ni en gras, ni en italique, ni en « petit »…
- Le gras n'est utilisé que pour surligner le titre de l'article dans l'introduction, une seule fois.
- L'italique est rarement utilisé : mots en langue étrangère, titres d'œuvres, noms de bateaux, etc.
- Les citations ne sont pas en italique mais en corps de texte normal. Elles sont entourées par des guillemets français : « et ».
- Les listes à puces sont à éviter, des paragraphes rédigés étant largement préférés. Les tableaux sont à réserver à la présentation de données structurées (résultats, etc.).
- Les appels de note de bas de page (petits chiffres en exposant, introduits par l'outil «  Source ») sont à placer entre la fin de phrase et le point final[comme ça].
- Les liens internes (vers d'autres articles de Wikipédia) sont à choisir avec parcimonie. Créez des liens vers des articles approfondissant le sujet. Les termes génériques sans rapport avec le sujet sont à éviter, ainsi que les répétitions de liens vers un même terme.
- Les liens externes sont à placer uniquement dans une section « Liens externes », à la fin de l'article. Ces liens sont à choisir avec parcimonie suivant les règles définies. Si un lien sert de source à l'article, son insertion dans le texte est à faire par les notes de bas de page.
- La présentation des références doit suivre les conventions bibliographiques. Il est recommandé d'utiliser les modèles {{Ouvrage}}, {{Chapitre}}, {{Article}}, {{Lien web}} et/ou {{Bibliographie}}. Le mode d'édition visuel peut mettre en forme automatiquement les références.
- Insérer une infobox (cadre d'informations à droite) n'est pas obligatoire pour parachever la mise en page.

Pour une aide détaillée, merci de consulter Aide:Wikification.
Si vous pensez que ces points ont été résolus, vous pouvez retirer ce bandeau et améliorer la mise en forme d'un autre article.

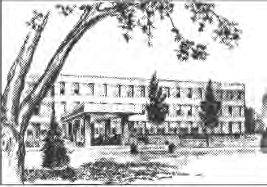
Dessin représentant l'Institut d'études stratégiques de lUS Army War College.

L'Institut d'études stratégiques (anglais : Strategic Studies Institute, SSI) est l'institut de recherche et d'analyse stratégique et de sécurité nationale de l'Armée de terre des États-Unis. Il fait partie du US Army War College. Le SSI mène des recherches et des analyses stratégiques pour soutenir les programmes du US Army War College, fournit une analyse directe aux dirigeants de l'Armée et du ministère de la Défense et sert de pont vers la communauté stratégique plus large. Il est situé à la Caserne de Carlisle, en Pennsylvanie.

## Organisation
Le SSI est composé de professeurs de recherche civils, d'officiers militaires en uniforme et d'un personnel de soutien professionnel. L'institut est divisé en trois composantes : le Département de recherche, le programme de bourses du US Army War College (anglais : US Army War College Fellowship Program, USAWCFP) et l'US Army War College Press. En plus de ses ressources organiques, SSI dispose d'un réseau de partenariats avec des analystes stratégiques du monde entier, y compris les plus grands penseurs dans le domaine de la sécurité et de la stratégie militaire.

## Des produits
Les principaux produits de la SSI et de l'US Army War College Press sont des études publiées par l'institut et distribuées aux principaux dirigeants stratégiques de l'Armée et du ministère de la Défense, du système éducatif militaire, du Congrès, des médias, d'autres groupes de réflexion et instituts de défense, ainsi que des principaux collèges et universités. Les études SSI utilisent l'histoire et les facteurs politiques, économiques et militaires actuels pour élaborer des recommandations stratégiques. Ces études influencent souvent la formulation de la stratégie militaire américaine, la politique de sécurité nationale et même les stratégies des alliés et amis. Les analystes du SSI ont contribué aux principaux documents de stratégie de sécurité nationale américaine et à la doctrine de l'Armée américaine. L'US Army War College accueille également une grande conférence stratégique annuelle à la Caserne de Carlisle.
Parameters est une revue d'idées et de questions référencées, offrant un forum pour l'expression d'une pensée mûre sur l'art et la science de la guerre terrestre, les questions interarmées et combinées, les affaires de sécurité nationale et internationale, la stratégie militaire, le leadership et la gestion militaires, l'histoire militaire, l'éthique et d'autres sujets d'intérêt important et actuel pour l'Armée américaine et le ministère de la Défense. Il sert de véhicule pour poursuivre la formation et le développement professionnel des diplômés de l'USAWC et d'autres hauts responsables militaires, ainsi que des membres du gouvernement et du monde universitaire concernés par les affaires de sécurité nationale.

## Personnel
Des experts en sécurité nationale tels que Harry Summers, Sherifa Zuhur, Jeffrey Record, Phil Williams, Sheila Jager, Robert (Robin) Dorff, Douglas MacDonald, Thomas-Durrell Young, Andrew Scobell, Cori Dauber, Dallas Owens et Stephen Biddle ont été membres du corps professoral ou associé à SSI dans le passé. Des penseurs stratégiques tels que Michael Howard, Colin Gray, Daniel Byman, Thomas Marks, Dennis Ippolito, Amit Gupta, Leonid I. Polyakov, Williamson Murray, John White, John Deutch, Steven Metz et Eliot Cohen ont rédigé des études SSI. La directrice actuelle de SSI est Carol Evans. Tom Kardos est directeur adjoint.
Antulio Echevarria est le rédacteur en chef de USAWC Press et du USAWC Quarterly Journal, Parameters. L'équipe analytique de SSI comprend Don Snider, Trey Braun, John Deni, Leonard Wong, Tony Pfaff, Chris Bolan, Chris Mason, Nate Freier et Robert Evan Ellis. En plus de leur travail pour SSI, les analystes de l'institut sont des experts reconnus dans leur domaine, avec de multiples publications, témoignages au Congrès et de nombreuses interviews avec les médias.